# Селниця (громада Томиславград)
Селниця (хорв. і босн. Seonica, серб. Сеоница) — село в Боснії і Герцеговині, адміністративно належить до громади Томиславград, що в Герцег-Босанському кантоні Федерації Боснії і Герцеговини. За результатами перепису 2013, у селі проживає 451 людина.

## Населення
Чисельність і національний склад на підставі останніх переписів:
| Селниця             |              |              |              |              |
| рік перепису        | 2013         | 1991         | 1981         | 1971         |
| хорвати             | невідомо     | 393 (99,49%) | 392 (98,99%) | 386 (98,47%) |
| босняки             | невідомо     | 101 (40,08%) | 126 (48,84%) | 1 (0,255%)   |
| серби               | невідомо     | 1 (0,253%)   | 1 (0,253%)   | 5 (1,276%)   |
| югослави            | невідомо     | —            | 3 (0,758%)   | —            |
| інші та невизначені | невідомо     | 1 (0,253%)   | —            | —            |
| усього              | 451 (100,0%) | 395 (100,0%) | 396 (100,0%) | 392 (100,0%) |